# 도요사카촌 (지바현 소사군)
도요사카촌(豊栄村)은 지바현 소사군에 일찍이 존재했던 촌이다. 

## 지리
- 현재의 소사시 동부에 해당한다.
- 마을 지역은 고원과 평지가 뒤섞인 골짜기가 많은 지형이다.

## 역사
- 1889년 4월 1일 - 정촌제 시행에 수반해 소사군 도요사카촌이 성립하였다.
- 1954년 3월 31일 - 요카이치바정, 헤이와촌·진카이촌·소사촌·스카촌·교코촌·요시다촌·이다카촌·도요와촌과 합병해, 요카이치바시가 성립해, 도요사카촌은 소멸하였다.

## 인구
| 1891년 | 2,079 |
| 1920년 | 2,201 |
| 1930년 | 2,289 |
| 1954년 | 2,779 |

## 교통

### 철도
- 일본국유철도 ( → 동일본 여객철도)
  - 소부 본선

### 도로
- 2급국도
  - 국도 126호선

## 참고문헌
- 角川日本地名大辞典編纂委員会『角川日本地名大辞典 12 千葉県』、角川書店、1984年 ISBN 4040011201